# Africada dental eyectiva
La africada dental eyectiva es un sonido consonántico no pulmonar que se encuentra en algunos idiomas hablados, su símbolo en el alfabeto fonético internacional que representa este fonema es el de una africada no sibilante dental sorda ⟨t̪θ⟩, modificada por el apóstrofo modificador de las consonantes eyectivas, su símbolo equivalente en X-SAMPA es «t-\T_>»

## Características
- Es una africada, lo que significa que el flujo de aire se suprime en su totalidad, para luego liberarse por un canal formado por la lengua, que dirige el chorro de aire a los bordes de los dientes, lo que causa una turbulencia alta.
- Su modo de articulación es dental , lo que significa que se articula con la punta o la lámina de la lengua en los dientes superiores , denominados apical y laminal respectivamente .
- Su tipo de fonación es sorda, lo que significa que las cuerdas vocales no vibran durante la articulación.
- Es una consonante central , lo que significa que se produce dirigiendo la corriente de aire a lo largo del centro de la lengua, en lugar de hacia los lados.
- Es una consonante oral, lo que significa que el aire puede escapar únicamente por la boca.
- El mecanismo de la corriente de aire es eyectivo (egresivo glótico), lo que significa que el aire es expulsado al bombear la glotis hacia arriba.

## Ocurre en
| Idioma     | Idioma     | Palabra   | AFI         | Significado | Notas |
| ---------- | ---------- | --------- | ----------- | ----------- | ----- |
| Deg Xinag  | Deg Xinag  | tth'ok    | [t̪͡θʼok]     | 'plato'     |       |
| Halkomelem | Halkomelem | pé·ltʼθeʔ | [peːlt̪͡θʼeʔ] | "zopilote"  |       |